# Torrent de Can Coll
El torrent de Can Coll o torrent de Can Codina és un curs fluvial del terme de Cerdanyola del Vallès. Neix a prop del Turó de Can Coll (Collserola) i del mas del mateix nom i poc després rep les aigües del torrent de Can Cerdà. Després de passar per Can Codina el torrent de Can Coll i el torrent de Sant Iscle s'uneixen al torrent de Canaletes que aboca a la riera de Sant Cugat.